# Godiva (krater)
Godiva är en nedslagskrater på planeten Venus. Den är uppkallad efter Godiva.
Kratern har en diameter på ungefär 30 km.